# Cousinia gnezdilloi
Cousinia gnezdilloi là một loài thực vật có hoa trong họ Cúc. Loài này được Tschern. mô tả khoa học đầu tiên năm 1959.